# Armenia Unita

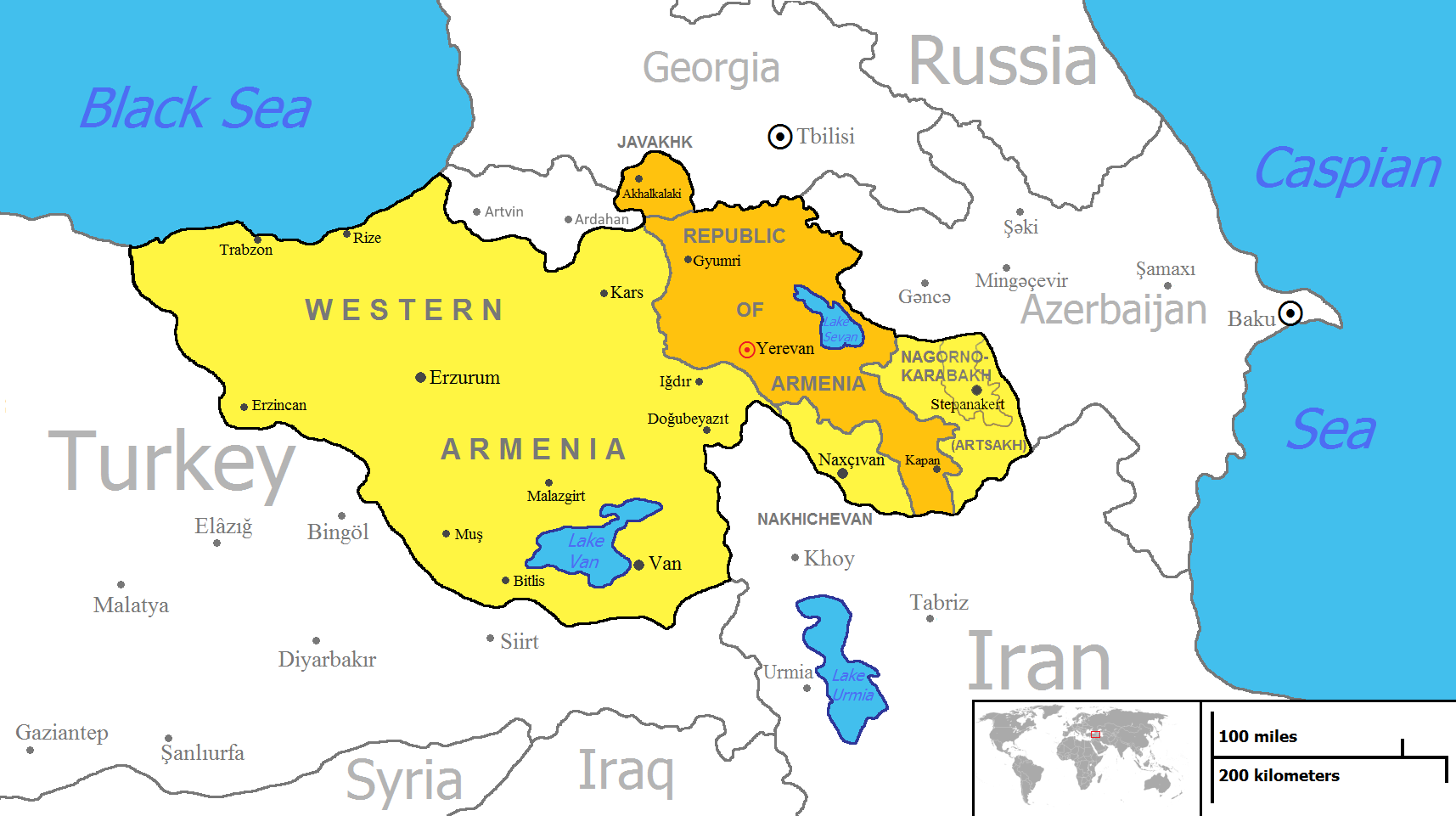
Il concetto moderno di Armenia Unita come affermato dalla Federazione Rivoluzionaria Armena:
Arancione Aree prevalentemente popolate da armeni (Repubblica d'Armenia, Nagorno-Karabakh e Javakheti).
Giallo Aree storicamente armene con popolazione armena oggi assente o poco significativa (Armenia occidentale e Nakhichevan).

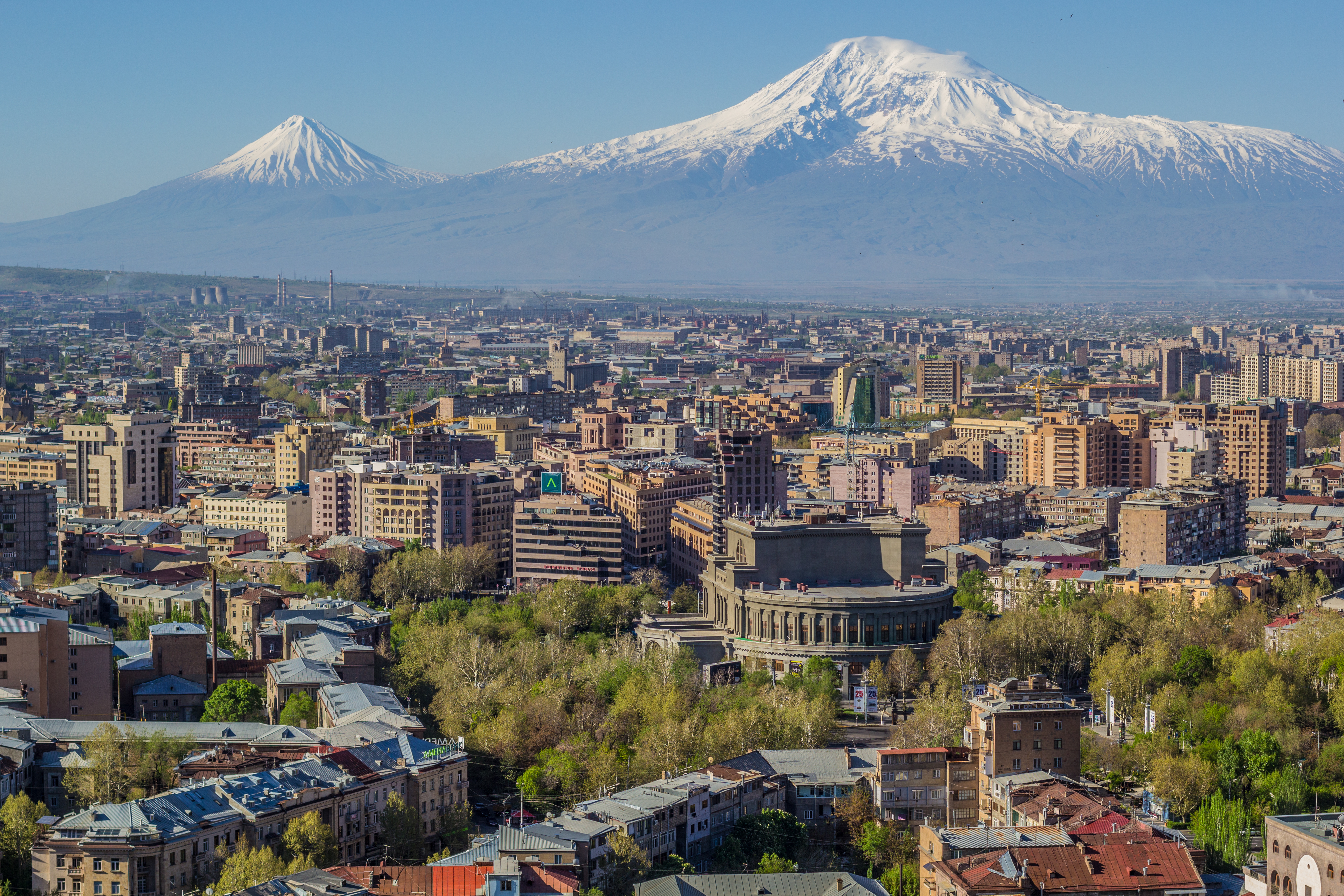
Il monte Ararat, oggi situato in Turchia, visto dalla capitale dell'Armenia, Erevan. La montagna è un simbolo dell'Armenia occidentale per molti armeni

     Arancione
     Giallo
L'Armenia Unita (nota anche come Grande Armenia) è un concetto irredentista ed etno-nazionalista armeno che si riferisce alle aree all'interno della patria tradizionale armena, ovvero l'altopiano armeno, che sono o sono state storicamente popolate per lo più da armeni. L'idea degli armeni di unificazione delle loro terre storiche è stata prevalente per tutto il XX secolo ed è stata sostenuta da individui, varie organizzazioni e istituzioni, inclusi i partiti nazionalisti come la Federazione Rivoluzionaria Armena (ARF o Dashnak), Patrimonio, l'ASALA e altri.
L'idea del Dashnak di "Armenia Unita" riguarda le rivendicazioni sull'Armenia occidentale (corrispondente alla Turchia orientale), il Nagorno-Karabakh (Artsakh), l'exclave azera senza sbocco sul mare di Nakhichevan e la regione georgiana di Javakheti (Javakhk). Il Nagorno-Karabakh e il Javakheti sono abitati prevalentemente da armeni. L'Armenia occidentale e il Nakhichevan avevano significative popolazioni armene all'inizio del XX secolo. La popolazione armena dell'Armenia occidentale fu quasi completamente sterminata durante il genocidio armeno del 1915, quando la millenaria presenza armena in questa regione in gran parte terminò e il patrimonio culturale armeno fu principalmente distrutto dal governo ottomano. Nel 1919, il governo della Prima Repubblica di Armenia, dominato dall'ARF, dichiarò l'unificazione formale delle terre armene. L'ARF basò le sue rivendicazioni sull'Armenia occidentale, oggi controllata dalla Turchia, attraverso il Trattato di Sèvres del 1920, che a tutti gli effetti fu negato dagli eventi storici successivi. Queste rivendicazioni territoriali sono spesso viste come l'obiettivo finale del riconoscimento del genocidio armeno e come parte delle riparazioni del genocidio armeno.
Il movimento irredentista armeno più recente, il Movimento Karabakh sviluppatosi dal 1988, ha cercato di unificare il Nagorno-Karabakh con l'allora Armenia sovietica. Come risultato della successiva guerra con l'Azerbaigian, le forze armene stabilirono un controllo effettivo sulla maggior parte del Nagorno-Karabakh e dei distretti circostanti, riuscendo così nell'unificazione de facto dell'Armenia e del Karabakh. Alcuni nazionalisti armeni considerano il Nagorno-Karabakh "la prima tappa di un'Armenia unita".

## Storia delle rivendicazioni

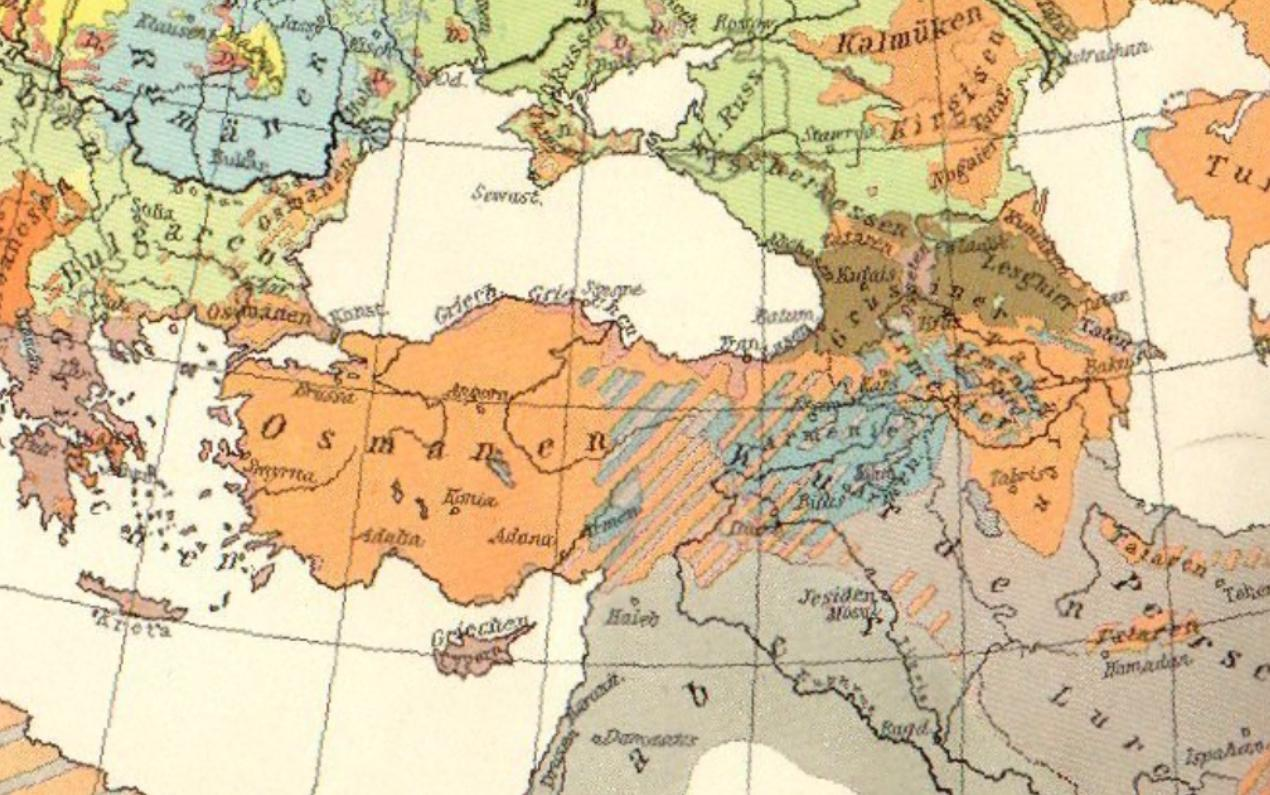
Una mappa etnografica tedesca dell'Asia Minore e del Caucaso nel 1914. Gli armeni sono etichettati in blu.

### Origini
Nel suo significato attuale, il termine "Armenia unita" è stato coniato durante il cosiddetto risveglio nazionale armeno nella seconda metà del XIX secolo. Durante questo periodo, le aree popolate dagli armeni furono suddivise tra l'Impero russo (Armenia orientale) e l'Impero ottomano (Armenia occidentale). Uno dei primi usi della frase "Armenia unita" fu da parte della Società inglese degli Amici della Libertà Russa in un'edizione del 1899 del mensile Russia Libera. Viene citato un rapporto confidenziale di Grigory Golitsin (il governatore russo del Caucaso) inviato allo zar Nicola II "contenente suggerimenti per una politica futura". Golitsin scrive di un movimento nazionalista che "mira alla restaurazione dell'Armenia indipendente del passato", e che "il loro ideale è un'Armenia grande e unita".
L'idea di un'Armenia indipendente e unita era l'obiettivo principale del movimento di liberazione nazionale armeno durante la fine del XIX e l'inizio del XX secolo. Nel 1890 si sviluppò un conflitto armato a bassa intensità tra i tre principali partiti armeni (la Federazione rivoluzionaria armena (Dashnak), il Partito Socialdemocratico Hunchakian e l'Armenakan) e il governo ottomano. Le richieste delle grandi potenze per le riforme nelle province armene e le aspirazioni armene all'indipendenza portarono ai massacri hamidiani tra il 1894 e il 1896, durante i quali fino a 300.000 civili armeni furono massacrati per ordine del sultano Abdul Hamid II, a cui vennero intitolati i massacri. Dopo la rivoluzione dei Giovani Turchi del 1908 ebbe luogo il massacro di Adana e le relazioni turco-armene si deteriorarono ulteriormente. Dopo le guerre balcaniche del 1912-1913, all'inizio del 1914 il governo ottomano fu costretto ad accettare il pacchetto di riforme armene riguardanti le province ottomane armene.

### La prima guerra mondiale e il genocidio armeno

Mappa del genocidio armeno del 1915

Gli armeni dell'Impero ottomano orientale furono sterminati dal governo ottomano nel 1915 e negli anni successivi. Si stima che circa 1,5 milioni di armeni furono uccisi, mentre i sopravvissuti trovarono rifugio in altri paesi. Questi eventi, noti come genocidio armeno, sono ufficialmente negati dallo stato turco, che afferma che le uccisioni siano state il risultato di una "guerra civile". Il governo ottomano pose fine con successo alla presenza armena di oltre duemila anni nell'Armenia occidentale.
Nel 1916, la maggior parte dell'Armenia occidentale fu occupata dall'impero russo come parte della campagna caucasica della prima guerra mondiale. In alcune aree occupate, in particolare intorno a Van, fu istituita per breve tempo un'autonomia armena. L'esercito russo lasciò la regione a causa della rivoluzione del 1917. L'Impero ottomano riconquistò rapidamente i territori. Nel Caucaso, dopo la rivoluzione di febbraio fu istituito il Comitato speciale per la Transcaucasia.
I bolscevichi presero il potere in Russia con la rivoluzione d'ottobre e firmarono poco dopo l'armistizio di Erzincan per fermare i combattimenti nell'Armenia ottomana. Le forze russe abbandonarono le loro posizioni e lasciarono l'area sotto il debole controllo armeno. I bolscevichi istituirono il Commissariato Transcaucasico nel Caucaso. Il trattato di Brest-Litovsk fu firmato il 3 marzo 1918 e l'esercito ottomano iniziò a riconquistare i territori perduti, con la conquista di Kars entro il 25 aprile. Nell'aprile 1918 la Federazione Transcaucasica proclamò la sua indipendenza dalla Russia. Questa fragile federazione che comprendeva Armenia, Georgia e Azerbaigian crollò quando i turchi invasero la regione del Caucaso. Le unità armene sconfissero i turchi nella battaglia di Sardarapat, a soli 40 chilometri dalla futura capitale armena Erevan, impedendo la completa distruzione della nazione armena.

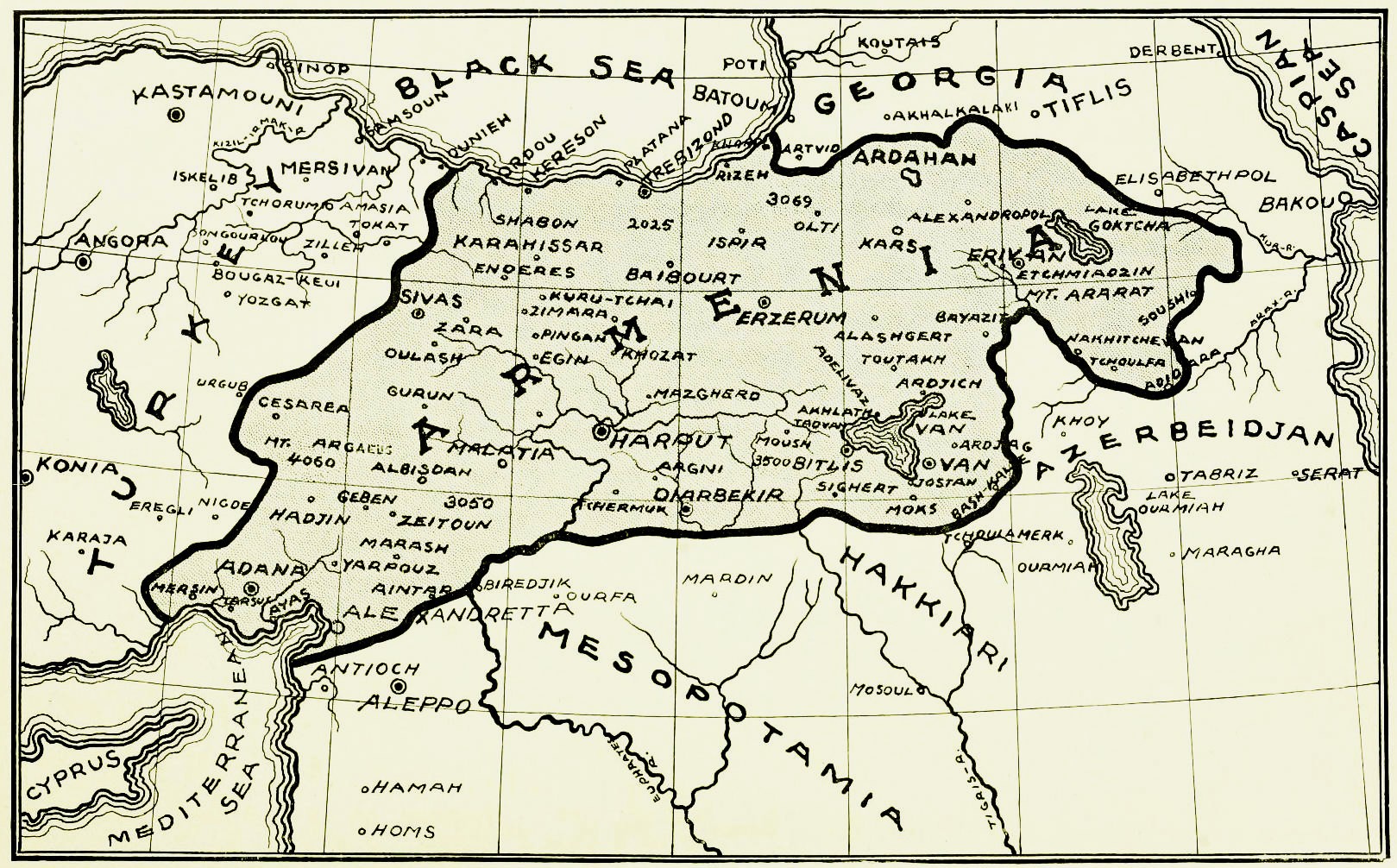
Una mappa presentata dalla delegazione nazionale armena (che rappresenta gli armeni ottomani) alla Conferenza di pace di Parigi del 1919.

### Prima Repubblica di Armenia: 1918-1920

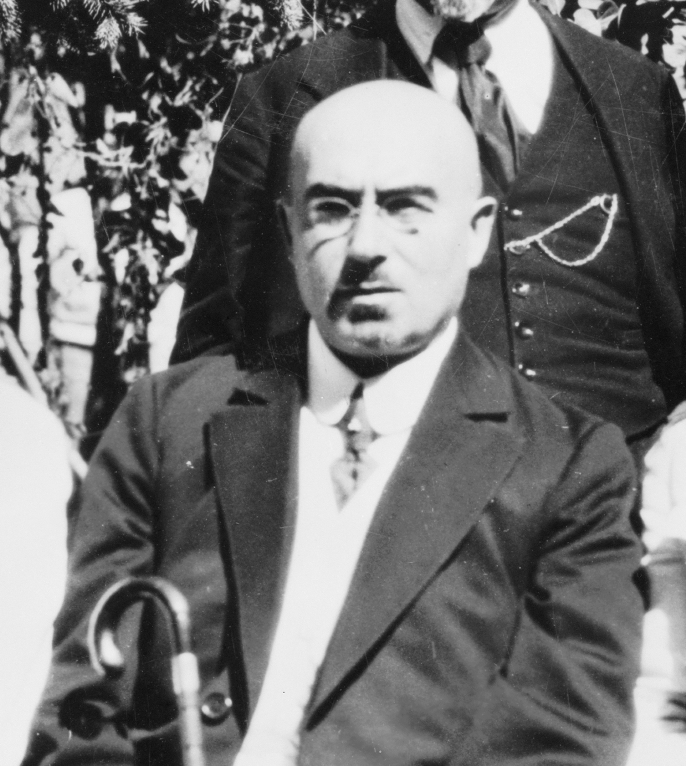
Il primo ministro armeno Alexander Khatisian dichiarò l'unificazione formale delle terre armene nel 1919.

Il Consiglio nazionale armeno dichiarò l'indipendenza delle province armene il 28 maggio 1918. Fu riconosciuta dall'Impero Ottomano dal Trattato di Batumi il 4 giugno 1918. Dopo la sconfitta nella prima guerra mondiale, l'Impero ottomano e gli Alleati firmarono l'armistizio di Mudros con il quale le truppe turche lasciarono il Caucaso; nel 1919 la Repubblica di Armenia stabilì il controllo sull'ex Oblast' di Kars, la città di Iğdır e il territorio circostante, incluso il Monte Ararat.
Il 28 maggio 1919, nel primo anniversario della Repubblica di Armenia, il governo del paese di nuova fondazione dichiarò simbolicamente l'unione dell'Armenia orientale e occidentale, quest'ultima ancora sotto il pieno controllo dei turchi.

#### Trattato di Sèvres

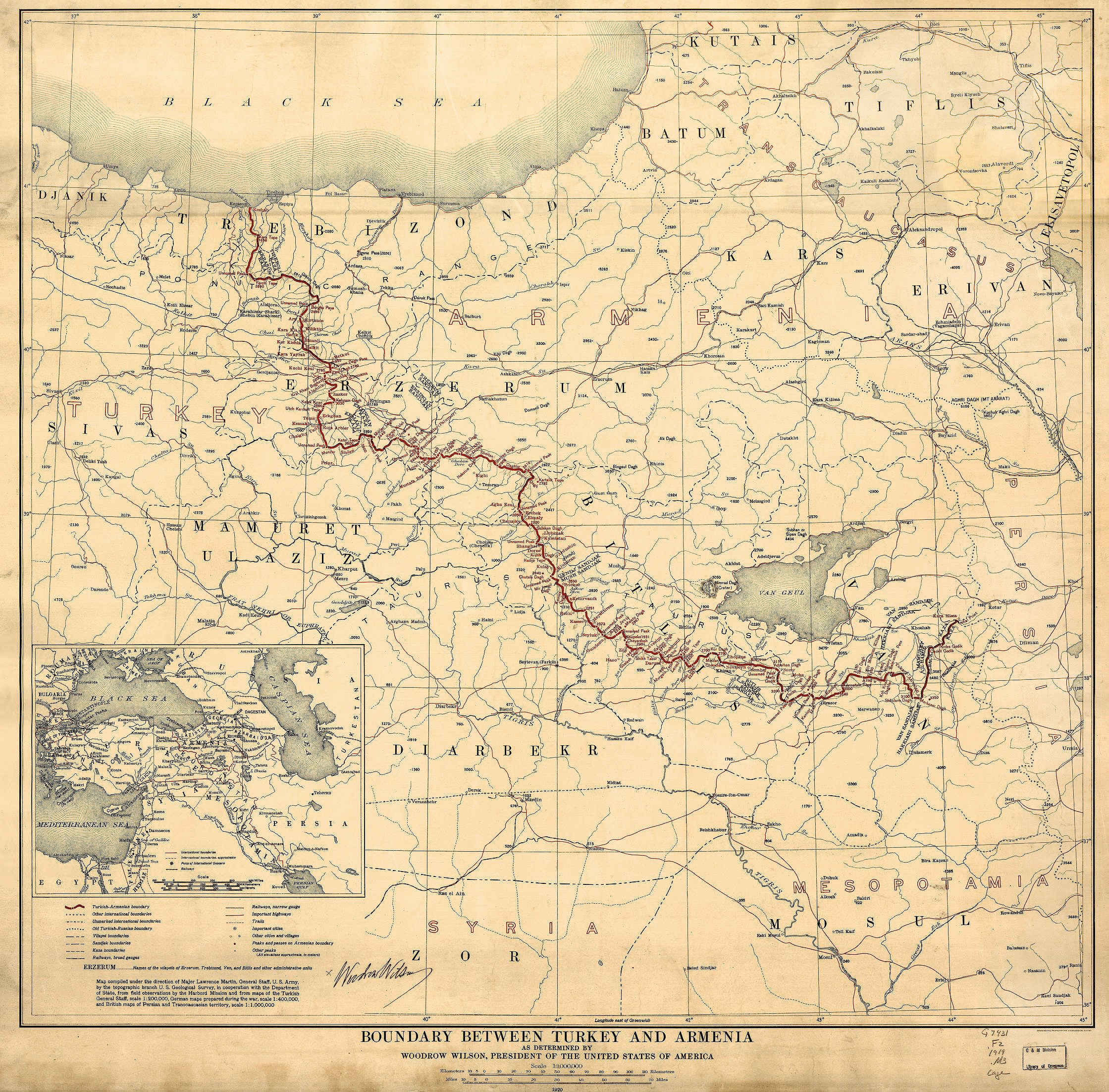
Il confine armeno-turco dal Trattato di Sèvres

Quasi due anni dopo la costituzione della Repubblica di Armenia, il 23 aprile 1920, gli Stati Uniti la riconobbero ufficialmente. I suoi confini sarebbero stati determinati in seguito. Il 26 aprile 1920, il Consiglio supremo delle principali potenze alleate e associate a Parigi (il primo ministro britannico Lloyd George, il primo ministro francese Georges Clemenceau e il primo ministro italiano Francesco Saverio Nitti) chiesero agli Stati Uniti di accettare il mandato sull'Armenia e di rendere una decisione arbitrale per determinare i confini dell'Armenia con quella che è oggi la Turchia. Il presidente Woodrow Wilson accettò di agire come arbitro per tracciare un confine reciprocamente accettabile tra le due nazioni. Nel luglio 1920, il Dipartimento di Stato americano fondò il Comitato per l'arbitrato di confine tra Turchia e Armenia, guidato da William Westermann. Il trattato di Sèvres fu firmato il 10 agosto 1920 tra l'Impero Ottomano e le potenze alleate. Il 28 settembre 1920, il Comitato presentò un rapporto che definiva il confine tra i due paesi. Si garantiva l'accesso al mar Mediterraneo per l'Armenia via Trebisonda e proclamò l'attuale linea di frontiera di demilitarizzazione delle regioni di confine della Turchia.
Un territorio di 40 000 miglia quadre (100 000 km²), già parte dell'Impero Ottomano, fu dato all'Armenia. Sulla base dei calcoli effettuati dal comitato, la struttura etnica della popolazione di 3.570.000 sarebbe stata secondo quanto segue: 49% musulmani (turchi, curdi, azeri, tartari e altri), 40% armeni, 5% lesgini, 4% greci e 1% altri. Ci si aspettava che nel caso del ritorno dei rifugiati armeni, essi avrebbero rappresentato fino al 50% della popolazione. Due mesi dopo, il rapporto presentato dalla commissione al Dipartimento di Stato, venne recepito dal presidente Woodrow Wilson, il 12 novembre 1920. Dieci giorni dopo Wilson firmò il rapporto intitolato "Decisione del Presidente degli Stati Uniti d'America rispetto alla Frontiera tra Turchia e Armenia, accesso per l'Armenia al mare e smilitarizzazione del territorio turco adiacente alla frontiera armena". Il rapporto fu inviato all'ambasciatore degli Stati Uniti a Parigi Hugh Campbell Wallace il 24 novembre 1920. Il 6 dicembre 1920, Wallace consegnò i documenti al segretario generale della conferenza di pace per sottoporlo al Consiglio supremo alleato.
Il trattato di Sèvres fu successivamente annullato in seguito alla vittoriosa guerra d'indipendenza turca contro le potenze alleate e le forze affiliate, e portò all'abolizione dell'impero ottomano e alla fondazione della moderna Repubblica di Turchia con il trattato di Losanna nel 1923.

#### Caduta della Prima Repubblica
Alla fine del settembre 1920, scoppiò una guerra tra l'Armenia e i nazionalisti turchi guidati da Mustafa Kemal (governo della Grande assemblea nazionale) guidati da Kâzım Karabekir. I turchi catturarono Kars il 30 ottobre 1920. Con l'esercito turco ad Alessandropoli (l'odierna Gyumri) i bolscevichi invasero il paese da nord-est e il 29 novembre 1920 proclamarono l'Armenia sovietica. Il 2 dicembre 1920, l'Armenia divenne ufficialmente uno stato sovietico secondo una proclamazione congiunta del ministro della Difesa armeno Dro e del rappresentante sovietico Boris Legran a Erevan. L'Armenia fu costretta a firmare il Trattato di Alessandropoli con il governo della Grande Assemblea Nazionale nella notte tra il 2 e il 3 dicembre 1920. Il Trattato di Sèvres e il premio di Wilson rimasero "lettere morte".
Subito dopo l'invasione sovietica dell'Armenia nel novembre 1920, il leader sovietico azero Nariman Narimanov dichiarò: "i vecchi confini tra Armenia e Azerbaigian sono dichiarati nulli. Le montagne del Karabagh, del Zangezur e del Nakhichevan sono riconosciute come parti integranti della Repubblica socialista di Armenia." Nonostante queste assicurazioni, sia il Nakhichevan che il Karabakh furono tenuti sotto il controllo azero per altri otto mesi. Il 16 marzo 1921, la Russia sovietica e il governo della Grande Assemblea Nazionale firmarono il Trattato di Mosca. Con questo trattato, Kars e Ardahan furono ceduti alla Turchia e il Nakhichevan fu posto sotto il "protettorato" dell'Azerbaigian. Il Trattato di Kars fu firmato tra il Governo della Grande Assemblea Nazionale da un lato e la RSS armena, la RSS georgiana e la RSS azera dall'altro, riaffermando il Trattato di Mosca.

### Secondo dopoguerra: 1945-1953

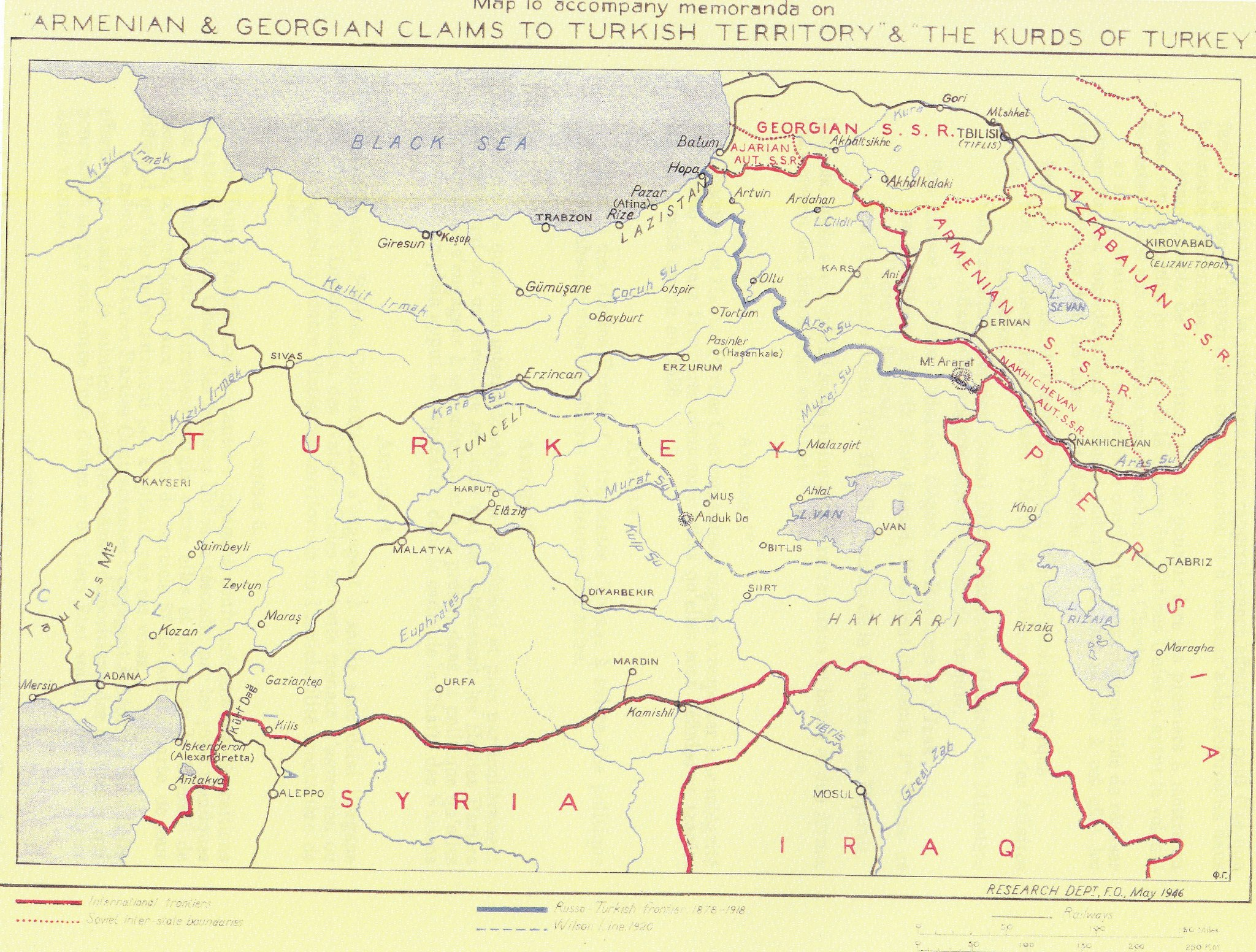
Rivendicazioni armene e georgiane al territorio turco, Ministero degli esteri britannico, maggio 1946

Il 7 giugno 1945 il ministro degli Esteri sovietico Vyacheslav Molotov informò l'ambasciatore turco a Mosca che l'URSS chiedeva una revisione del suo confine con la Turchia.
Per ripopolare le aree rivendicate dagli armeni, il governo sovietico riorganizzò un rimpatrio degli armeni residenti all'estero, per lo più sopravvissuti al genocidio. Tra il 1946 e il 1948, dai 90.000 ai 100.000 armeni provenienti da Libano, Siria, Grecia, Iran, Romania, Francia e altrove si trasferirono nell'Armenia sovietica.
Un documento dell'Office of Strategic Services (predecessore della CIA) del 31 luglio 1944 riportava che la Federazione rivoluzionaria armena aveva cambiato il suo estremo sentimento antisovietico a causa dell'ascesa del potere sovietico alla fine della guerra. In un memorandum inviato alla Conferenza di Mosca, il capo della Chiesa armena Gevorg VI espresse la speranza che "la giustizia sarà finalmente resa" agli armeni dalla "liberazione dell'Armenia turca e dalla sua annessione all'Armenia sovietica". Il leader comunista armeno Grigor Harutunian difese tali affermazioni, descrivendo Kars e Ardahan "di vitale importanza per il popolo armeno nel suo insieme". L'élite armena sovietica suggerì che gli armeni si fossero guadagnati il diritto ad avere Kars e Ardahan con il loro contributo alla lotta sovietica contro il fascismo. Anche le organizzazioni della diaspora armena sostennero l'idea.
Mentre le relazioni tra l'Occidente e l'Unione Sovietica si deterioravano, con gli Stati Uniti e il Regno Unito che sostenevano la Turchia, le rivendicazioni sovietiche fuoriuscirono dall'agenda di governo nel 1947. Tuttavia, fu solo nel 1953, dopo la morte di Stalin, che i sovietici abbandonarono ufficialmente le loro rivendicazioni, ponendo così fine alla disputa.

### Guerra Fredda: 1965-1987
Un'ondata di nazionalismo armeno iniziò a metà degli anni '60 nell'Unione Sovietica dopo l'ascesa al potere di Nikita Krusciov che concesse al popolo sovietico una relativa libertà durante l'era della destalinizzazione. Il 24 aprile 1965, in occasione del 50º anniversario del genocidio armeno, si svolse una manifestazione di massa a Erevan . Migliaia di armeni si riversarono nelle strade di Erevan per commemorare le vittime del genocidio; tuttavia, il loro obiettivo non era quello di "sfidare l'autorità del governo sovietico", ma di "attirare l'attenzione del governo" sul genocidio e di persuadere il "governo sovietico ad assisterli nel reclamare le loro terre perdute". Il Cremlino, tenendo conto delle richieste dei manifestanti, commissionò un memoriale per il genocidio che fu costruito sulla collina di Tsitsernakaberd, e completato nel 1967.

Il logo di ASALA era la mappa di contorno della rivendicata Armenia Unita.

Gli anni '60 e '70 videro un aumento della lotta politica e armata clandestina contro l'Unione Sovietica e lo Stato turco sia dentro che fuori l'Armenia. Nel 1966, u fondato da Haykaz Khachatryan a Erevan un partito nazionalista clandestino chiamato Partito Unito Nazionale. Esso operò segretamente nell'Armenia sovietica dal 1966 alla fine degli anni '80 e, dopo la prigionia dei suoi membri fondatori nel 1968, fu guidata da Paruyr Hayrikyan. Il partito sostenne la creazione dell'Armenia Unita attraverso l'autodeterminazione. La maggior parte dei suoi membri fu arrestata e il partito venne bandito. Sebbene esso sia stato accusato degli attentati di Mosca del 1977, secondo lo storico Jay Bergman, la mente dell'attentato "non è mai stata determinata in modo definitivo".
Secondo Gerard Libaridian, "negli anni '70, il riconoscimento del genocidio [armeno] divenne un obiettivo molto importante della causa armena e i partiti politici della diaspora collegarono il riconoscimento del genocidio e il sogno di una grande Armenia perché il riconoscimento del genocidio da parte della Turchia avrebbe costituito la base giuridica per le rivendicazioni armene sull'Armenia occidentale". Dalla metà degli anni '70 alla fine degli anni '80, diversi gruppi militanti armeni (spesso considerati terroristi) operarono in Medio Oriente e nell'Europa occidentale. In particolare, l'Esercito segreto armeno per la liberazione dell'Armenia (ASALA) effettuò attacchi armati alle missioni diplomatiche turche in tutto il mondo. Anche due gruppi affiliati all'ARF, i Justice Commandos del genocidio armeno (JCAG) e l'Armenian Revolutionary Army (ARA), effettuarono attacchi simili principalmente nell'Europa occidentale. David C. Rapoport sostiene che queste organizzazioni furono ispirate da Gourgen Yanikian, un sopravvissuto al genocidio armeno di 77 anni, che assassinò due funzionari consolari turchi in California nel 1973 come atto di vendetta contro la Turchia.
L'ASALA era il più grande delle tre ed era composta principalmente da giovani adulti armeni libanesi, che rivendicavano la vendetta per il genocidio armeno, negato dallo stato turco. Il concetto di Armenia Unita era uno degli obiettivi finali di ASALA. William Dalrymple e Olivier Roy affermano che il genocidio armeno si è internazionalizzato come risultato delle attività dei gruppi militanti armeni nei paesi dell'Europa occidentale.

### Guerra del Nagorno-Karabakh: 1988-1994
Nel febbraio 1988 un movimento nazionalista popolare emerse nell'Armenia sovietica e nell'Oblast autonomo del Nagorno-Karabakh (NKAO), una piccola enclave popolata dall'Armenia sotto la giurisdizione dell'Azerbaigian sovietico dal 1923. Il movimento chiese l'unificazione delle due entità, facendo rivivere l'idea di un'Armenia unita.
Il 20 febbraio 1988, il Consiglio supremo del Nagorno-Karabakh (il legislatore regionale) emise una richiesta per trasferire la regione dall'Azerbaigian sovietico all'Armenia sovietica. Il governo di Mosca rifiutò le richieste, mentre centinaia di migliaia di persone manifestavano a Erevan a sostegno dell'idea. Pochi giorni dopo, il 26 febbraio, un pogrom anti-armeno ebbe luogo nella città industriale balneare azera di Sumgait, costringendo migliaia di armeni a lasciare in massa l'Azerbaigian.
Il 15 giugno 1988, il Consiglio supremo dell'Armenia sovietica votò per accogliere il Nagorno-Karabakh in Armenia. Il 17 giugno 1988, il Soviet Supremo dell'Azerbaigian rifiutò di trasferire l'area in Armenia, affermando che faceva parte dell'Azerbaigian. I membri principali del Comitato Karabakh, un gruppo di intellettuali che guidavano le dimostrazioni, furono arrestati nel dicembre 1988, e furono liberati nel maggio 1989. Il 1º dicembre 1989, il Consiglio supremo armeno sovietico e il Consiglio supremo del NKAO dichiararono l'unificazione delle due entità (օրենք «Հայկական ԽՍՀ-ի և Լեռնային Ղարաբաղի վերամիավորման մասին»). Nel gennaio 1990, un altro pogrom ebbe luogo contro gli armeni, questa volta a Baku. Nel frattempo, la gran parte degli azeri dell'Armenia e degli armeni dell'Azerbaigian lasciò le proprie case e si trasferì nei rispettivi paesi.
I membri indipendentisti furono eletti in maggioranza al parlamento armeno nelle elezioni del 1990. Il 23 agosto dello stesso anno, il parlamento armeno approvò una risoluzione sulla sovranità. Le tensioni crebbero ancora di più dopo che le forze sovietiche e azere deportarono migliaia di armeni da Shahumyan durante l'Operazione Anello nell'aprile e nel maggio 1991. Dopo il fallito putsch di agosto, più repubbliche sovietiche dichiararono l'indipendenza e il 2 settembre 1991 anche la Repubblica del Nagorno-Karabakh proclamò l'indipendenza. Il 21 settembre 1991 si tenne il referendum sull'indipendenza dell'Armenia con il voto a stragrande maggioranza a favore per l'indipendenza dall'Unione Sovietica. Il 26 novembre 1991, il parlamento azero abolì l'autonomia del Nagorno-Karabakh. Il 10 dicembre 1991 si tenne un referendum sull'indipendenza nel Nagorno-Karabakh, boicottato dalla minoranza azera, e ottenne un voto a favore del 99%.
Il conflitto si trasformò in una guerra su vasta scala con la conquista di Shusha da parte delle forze armene il 9 maggio 1992. Nel 1993, le forze armene presero il controllo non solo del Nagorno-Karabakh originariamente conteso, ma anche di diversi distretti azeri che circondavano la regione. Un accordo di cessate il fuoco fu infine firmato il 5 maggio 1994 a Bishkek, in Kirghizistan. Secondo Thomas de Waal, tre fattori contribuirono alla vittoria della parte armena: "Il caos politico e militare dell'Azerbaigian, un maggiore sostegno russo agli armeni e le superiori capacità di combattimento degli armeni". Dal cessate il fuoco del 1994, la Repubblica armena del Nagorno-Karabakh ha avuto de facto il controllo dei territori conquistati durante la guerra La guerra nell'Artsakh del 2020 vinta dalle forze militari azere, ha determinato il ritorno all'Azerbaigian di vari territori e dei distretti precedentemente persi negli anni '90.

## Attuali rivendicazioni

### Federazione rivoluzionaria armena
Dalla sua fondazione nel 1890, la Federazione rivoluzionaria armena di orientamento nazionalista di sinistra (nota anche come Dashnaktsutyun o Dashnak/Tashnag) è nota come la principale sostenitrice dell'Armenia Unita. Avendo organizzazioni affiliate in tutte le comunità armene all'estero, l'ARF è considerata una delle istituzioni armene più influenti al mondo, specialmente nella diaspora. Secondo il ricercatore Arus Harutyunyan, il partito ha "abbondantemente chiarito che la giustizia storica sarà raggiunta una volta che gli armeni etnici saranno rimpatriati nell'Armenia unita, che oltre ai suoi confini politici esistenti includerebbe l'Armenia occidentale, il Nagorno-Karabakh, il Nakhichevan e il Javakhk."  Nel programma del partito del 1998, si afferma che il primo obiettivo dell'ARF è "la creazione di un'Armenia libera, indipendente e unita. L'Armenia Unita dovrebbe includere all'interno dei suoi confini le terre armene [assegnate all'Armenia] dal Trattato di Sèvres, così come le province di Artsakh, Javakhk e Nakhichevan."
"Armenia libera, indipendente e unita" è lo slogan principale del partito, ed è stato adottato come "obiettivo supremo" nel XX Congresso del Partito a Parigi (1924-1925).

## Territori rivendicati
L'uso moderno dell'espressione Armenia Unita da parte della Federazione rivoluzionaria armena (ARF) comprende le seguenti aree:
| La zona             | Parte di                                                 | Area (km²) | Popolazione | Armeni  | % Armeno | fonte           |
| ------------------- | -------------------------------------------------------- | ---------- | ----------- | ------- | -------- | --------------- |
| Nagorno-Karabakh    | Repubblica dell'Artsakh (de facto) Azerbaigian (de jure) | 11.458     | 145.053     | 144.683 | 99.7     | Censimento 2015 |
| Giavachezia         | Georgia (distretti di Akhalkalaki e Ninotsminda)         | 2.588      | 69.561      | 65.132  | 93.6     | Censimento 2014 |
| Naxçıvan            | Azerbaigian (Repubblica autonoma di Nakhchivan )         | 5.363      | 398.323     | 6       | ~ 0      | Censimento 2009 |
| Armenia occidentale | Turchia                                                  | 132.967    | 6,461,400   | N / A   | N / A    | Stima 2009      |

### Nagorno-Karabakh (Artsakh)

In marrone il territorio controllato dalle forze armene nella Repubblica del Nagorno-Karabakh dal 1993 fino alla guerra dell'Artsakh del 2020.

All'indomani della prima guerra del Nagorno-Karabakh, la Repubblica del Nagorno-Karabakh, sostenuta dalla Repubblica di Armenia, prese il controllo di un territorio di circa 11.500 km2, compresi diversi distretti al di fuori dei confini originariamente rivendicati dell'Oblast Autonoma del Nagorno-Karabakh della RSS azera, creando una "zona cuscinetto" I distretti di Kelbajar e Lachin rappresentano un solido corridoio terrestre tra l'Armenia vera e propria e il Nagorno-Karabakh. Tra i 500.000 e i 600.000 azeri rimasero sfollati dalla zona. Nel frattempo, quasi tutti gli armeni dell'Azerbaigian (tra 300.000 e 400.000) e gli azeri dell'Armenia (oltre 150.000) furono costretti a trasferirsi nei rispettivi paesi poiché rimanere nelle loro case divenne quasi impossibile e le tensioni tra i due i gruppi erano peggiorare dall'inizio del conflitto nel 1988.
Dalla fine del conflitto, l'Armenia e l'Azerbaigian hanno avviato le negoziazioni attraverso il Gruppo OSCE di Minsk. I presidenti e ministri degli Esteri dei due Paesi si sono incontrati insieme ai copresidenti russo, francese e americano cercando di trovare una soluzione al "conflitto congelato" descritto dagli esperti. Armenia e Azerbaigian si scontrano regolarmente lungo il confine. All'indomani della guerra dell'Artsakh del 2020 i presidenti di Armenia e e Azerbaigian, con la mediazione della Russia hanno firmato un accordo di cessate il fuoco ponendo fine alla guerra e determinando la cessione di alcuni distretti azeri e parte del Nagorno-Karabakh precedentemente sotto il controllo armeno.

### Javakhk (Javakheti)

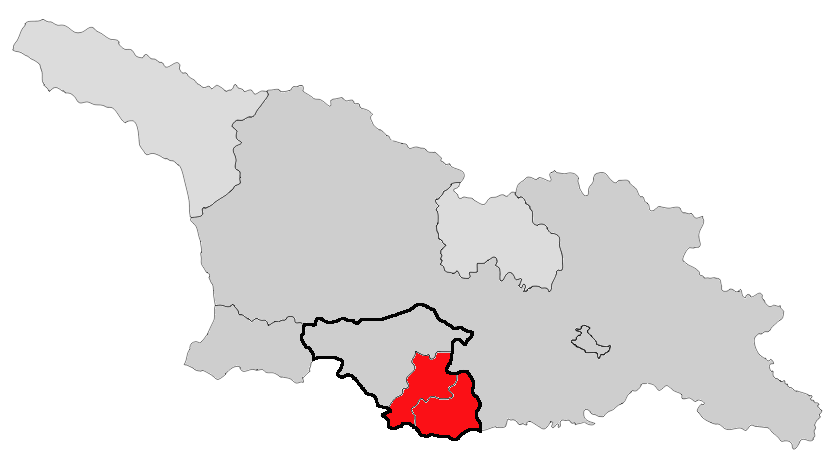
Javakhk (Javakheti) mostrato in rosso sulla mappa della Georgia con i confini delineati della regione di Samtskhe-Javakheti.
Abkhazia e Ossezia meridionale che non sono sotto il controllo effettivo del governo centrale della Georgia, sono mostrate in grigio chiaro.

La regione di Javakheti (nome georgiano) o Javakhk (nome armeno) comprende i distretti di Akhalkalaki e Ninotsminda, entrambi parte della provincia georgiana di Samtskhe-Javakheti. È prevalentemente popolata da armeni (circa il 95%). L'area è geograficamente isolata dal resto della Georgia e rimane economicamente e socialmente isolata dalla Georgia. Secondo Svante Cornell, il Javakhk gode di "ampia autonomia culturale" e "alcuni analisti georgiani osservano che la regione è nella pratica molto più "Armenia" di quanto sia "Georgia". In questa regione risulta decisamente più facile spostarsi usando l'armeno che il georgiano. In generale, gli armeni del Javakheti vivono in una "ragionevole armonia interetnica" all'interno della Georgia, sebbene ci sia "una paura abbastanza forte per il futuro, e un senso di insicurezza". Il Javakheti, insieme a Lori e Borchali, fu contesa da Armenia e Georgia dal 1918 al 1920. Un breve conflitto armato ebbe luogo tra le due nazioni nel dicembre 1918, principalmente a Lori.
L'Alleanza Democratica del Javakhk Unito, un'organizzazione civile locale, è la principale organizzazione che sostiene l'autonomia armena nella regione. È stata fondata nel 1988, durante la dissoluzione dell'Unione Sovietica. e si batte per un referendum sull'autonomia del Javakheti. Si ritiene che l'organizzazione abbia stretti legami con la Federazione rivoluzionaria armena. Sebbene l'ARF rivendichi il Javakhk come parte dell'Armenia unita, i Congressi mondiali dell'ARF "hanno concordato con le richieste sollevate dagli armeni del Javakhk che, un Javakhk con un alto grado di autogoverno all'interno di una Georgia federale, sarebbe in grado di sostenersi e determinerebbe un forte legame nelle relazioni georgiano-armene". Il presidente dell'ufficio dell'ARF Hrant Markarian ha dichiarato nel congresso del partito del 2004: "Vogliamo un Javakheti forte, stabile e autonomo che faccia parte della Georgia e che goda dell'assistenza statale". Il leader dell'Alleanza Democratica del Javakhk Unito, Vahagn Chakhalian, è stato arrestato nel 2008 e liberato nel 2013. Un articolo del 2014 sostiene che l'Alleanza ha oggi poca influenza.
Durante la presidenza di Zviad Gamsakhurdia (1991), il Javakheti rimase de facto semi-indipendente e solo nel novembre 1991 il governatore nominato da Tbilisi fu in grado di prendere il potere. La questione del Javakheti era negli anni '90 "chiaramente percepita come il potenziale conflitto etnico più pericoloso in Georgia", tuttavia, non si è mai verificato alcun vero conflitto armato. Tenendo conto dell'importanza delle relazioni bilaterali, i governi di Armenia e Georgia hanno perseguito una politica attenta e calmante per evitare tensioni. Il governo armeno non ha fatto rivendicazioni territoriali alla Georgia, né ha chiesto un'autonomia del Javakheti. Le relazioni tra armeno-georgiane sono state tradizionalmente amichevoli, ma di tanto in tanto sorgono tensioni tra i due paesi. Negli ultimi anni, lo status delle chiese armene in Georgia e lo status della lingua armena nelle scuole pubbliche georgiane sono stati oggetto di controversia. Svante Cornell sostiene che "l'Armenia sembra aver avuto un'influenza calmante sul Javakhk" in quanto è fortemente dipendente dalla Georgia per le importazioni. Questo punto di vista è condiviso dagli analisti georgiani.
L'attivista nazionalista armeno Alexander Yenikomshian ha suggerito che ci sono tre soluzioni a lungo termine sulla questione del Javakhk:
- La regione rimane parte della Georgia, dove i diritti della popolazione armena sono protetti;
- "Artsakhizzazione", cioè l'unificazione de facto con la Repubblica di Armenia;
- "Nakhichevanizzazione", ovvero che il Javakhk perda la sua popolazione armena.[129]

### Armenia occidentale (Turchia orientale)
L'Armenia occidentale si riferisce a un'area indefinita, oggi nella Turchia orientale, che aveva una popolazione armena significativa prima del genocidio armeno del 1915. A seguito del genocidio, oggi ufficialmente nessun armeno vive nell'area. Tuttavia, almeno due gruppi distinti di origine armena risiedono nell'area. I popoli Hemshin, un gruppo islamizzato di origine etnica armena, che vive sulla costa del Mar Nero, in particolare nella provincia di Rize. Un altro gruppo, i cosiddetti "Armeni nascosti", vive in tutta la Turchia, soprattutto nella parte orientale del paese. Molti di loro sono stati assimilati dai curdi. È impossibile determinare quanti ce ne siano a causa del fatto che mantengono nascosta la loro identità, ma le stime vanno da meno di 100.000 ai milioni. Dal genocidio armeno, l'area è stata per lo più occupata da curdi e turchi, con un numero minore di azeri (vicino al confine turco-armeno), georgiani e laz nelle province nord-orientali della Turchia.
In generale, i gruppi nazionalisti armeni rivendicano l'area a est del confine tracciato dal presidente degli Stati Uniti Woodrow Wilson per il Trattato di Sèvres nel 1920. La Federazione rivoluzionaria armena e i gruppi che caldeggiano il concetto di Armenia Unita sostengono che il Trattato di Sèvres, firmato il 10 agosto 1920 tra l'Impero Ottomano e gli Alleati, inclusa l'Armenia, sia l'unico documento legale che determina il confine tra Armenia e Turchia. L'ex viceministro degli Esteri armeno Ara Papian sostiene che "l'Armenia wilsoniana", ovvero il territorio concesso alla Repubblica di Armenia nel 1920 da Wilson nell'ambito del Trattato di Sèvres, fa ancora parte oggi de jure dell'Armenia. Secondo lui il Trattato di Kars, che ha determinato l'attuale confine turco-armeno, non ha valore legale perché è stato firmato tra due soggetti internazionalmente non riconosciuti: la Russia bolscevica e la Turchia kemalista. Papian ha suggerito che il governo armeno possa intentare una causa presso la Corte internazionale di giustizia per contestare il confine tra Armenia e Turchia.
Il 22 novembre è celebrato da alcuni armeni come l'anniversario del lodo arbitrale. Nel 2010 e nel 2011 sono stati appesi in tutta Erevan dei poster con le mappe del Trattato di Sèvres.

#### Posizione ufficiale dell'Armenia
Dall'indipendenza dell'Armenia dall'Unione Sovietica nel 1991, il governo armeno non ha ufficialmente presentato alcuna rivendicazione territoriale alla Turchia. Tuttavia, il governo armeno ha evitato "un riconoscimento esplicito e formale del confine turco-armeno esistente". Nel 2001, il presidente armeno Robert Kocharyan ha dichiarato che "il riconoscimento del genocidio non porterà a conseguenze legali o rivendicazioni territoriali".
Nel 2010, il presidente armeno Serzh Sargsyan ha parlato alla conferenza dedicata al 90º anniversario del premio arbitrale di Woodrow Wilson:
Il 23 luglio 2011, durante un incontro del presidente armeno Serzh Sargsyan con gli studenti nella località turistica di Tsaghkadzor, uno studente ha chiesto a Sargsyan se la Turchia "restituirà l'Armenia occidentale" in futuro. Sargsyan ha risposto:
Le dichiarazioni di Sargsyan "sono state considerate dai funzionari turchi un incoraggiamento per i giovani studenti ad adempiere al compito della loro generazione e ad occupare la Turchia orientale". Durante la sua visita a Baku pochi giorni dopo, il primo ministro turco Recep Tayyip Erdoğan ha denunciato le dichiarazioni di Sargsyan e le ha descritte come "provocazioni" affermando che Sargsyan "ha detto ai giovani armeni di essere pronti per una futura guerra con la Turchia". Erdoğan ha chiesto scuse a Sargsyan definendo le sue dichiarazioni un "errore". In risposta, il vice ministro degli Esteri armeno Shavarsh Kocharyan ha dichiarato che le parole di Sargsyan sono state "interpretate fuori contesto".
Il 5 luglio 2013, durante un forum di avvocati armeni a Erevan in occasione del 100º anniversario del genocidio armeno organizzato dal ministero della Diaspora, il procuratore generale armeno Aghvan Hovsepyan ha rilasciato una "dichiarazione sensazionale".